# Acacia lutea
Acacia lutea é uma espécie de leguminosa do gênero Acacia, pertencente à família Fabaceae.